# کلاوولانیک اسید
کلاوولانیک اسید (انگلیسی: Clavulanic acid) یک مهار کننده بتالاکتاماز است که به تنهایی قدرت آنتی بیوتیکی چندانی ندارد اما در ترکیب با آنتی‌بیوتیک‌های گروه پنی‌سیلین موجب افزایش تاثیر آن‌ها می‌شود.
این ماده به طور معمول به شکل نمک پتاسیم مورد مصرف می باشد و در ترکیب با پنی‌سیلین‌ها به طور متداول به صورت زیر عرضه می‌شود:
- با آموکسی سیلین (که با نام کوآموکسی‌کلاو شناخته می‌شود)
- با تیکارسیلین (که با نام تیکارسیلین/کلاوولانیک اسید شناخته می‌شود.)